# Las mujeres de Lacuesta

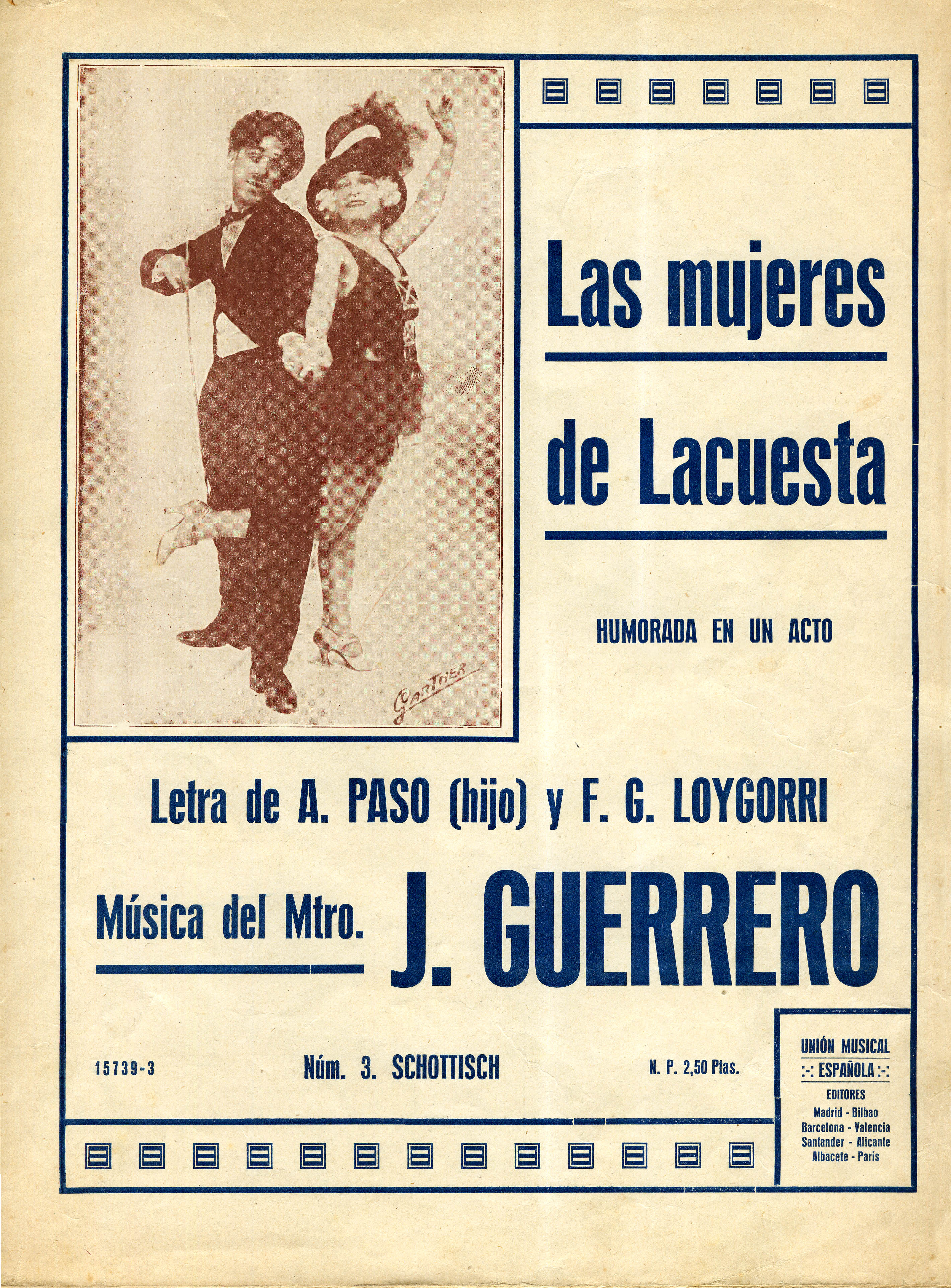
Portada de una partitura de la zarzuela Las mujeres de Lacuesta. Editado por La Unión Musical en 1926

Las mujeres de Lacuesta, humorada en un acto dividido en cuatro cuadros; los libretistas fueron Antonio Paso Díaz y Francisco García Loygorri con música de Jacinto Guerrero. Se estrenó el 3 de marzo de 1926 en el Teatro Martín de Madrid.

## Descripición
Es una obra frívola de enredos y equívocos, con buenos diálogos y situaciones que llevaban a la confusión y a la risa, en general con doble intención subida de tono, lo que se conocía como «obra verde», con un argumento pícaro. A pesar de los valores conservadores de la época, el público reaccionó divertido ante este argumento poco edificante en el que hasta se pretendía realizar un adulterio de la manera más casquivana y desenfadada. El propio título fue para los entendidos un juego de palabras pues en la época en que se estrenó era bien sabido que la Cuesta de las Perdices de Madrid era un lugar de encuentro con prostitutas y «señoritas de vida alegre». De esa forma se refería tanto a las conquistas amorosas del señor Lacuesta como a la Cuesta de las Perdices.

## Argumento
Teobaldo es el protagonista masculino de la humorada, el señor Lacuesta. Se le describe como mujeriego y casquivano, simpático y desenfadado. Su boda inminente con Leona no le impide estar enamoriscado con su futura suegra, Martirio, que es madrastra de Leona. El argumento requiere un viaje a Venecia, en época de carnaval, lo que ayuda  a que se sucedan los equívocos y las situaciones disparatadas. El desenlace no altera absolutamente nada del estado de sus protagonistas y la obra termina con una apoteosis musical que consiste en un número donde actúan cantando y bailando mujeres argentinas y mujeres españolas ritmos de pasodoble y de pericón argentino. La obra obtuvo un gran éxito y alcanzó en su estreno las 115 representaciones.

## Números musicales
Los números musicales son:
- Preludio.
- Tanguillo gitano : "El chacachá".
- Introducción y Barcarola: "Pensamiento que vuelas".
- Chotis de los Cascabeles: "Es el chotis veneciano".
- Vals de los abanicos: "Cuando el calor te sofoque".
- Pasacalle del Carnaval: "Viva el Carnaval".
- Intermedio.
- Introducción y Baile Ruso.
- Charleston: "Charleston".
- Pasodoble, Apoteosis y Fin de la Obra: "Argentina soy"
Los números musicales que mayor repercusión tuvieron fueron: Los abanicos; Charlestón, cuya creación, por el primer actor Luis Bori, fue muy celebrada; Pasacalle; Chotis, con los personajes Lucinda, Teobaldo y 12 Botones:

El chotis madri madri leño-ño

Será de todos siempre dueño-ño

Porque al hacer la solda dura-ra

Te pones como el chico del esquilador.

## Personajes
- Lucinda
- Leona, mujer de Teobaldo
- Martirio, suegra de Teobaldo y madrastra de su mujer
- Teobaldo, el protagonista
- Comparsas, coros, personajes de segunda